# Steindachnerina atratoensis
Steindachnerina atratoensis är en fiskart som först beskrevs av Eigenmann 1912.  Steindachnerina atratoensis ingår i släktet Steindachnerina och familjen Curimatidae. Inga underarter finns listade i Catalogue of Life.